# Niederländische Fußballnationalmannschaft (U-19-Junioren)
Die niederländische U-19-Fußballnationalmannschaft ist eine Auswahlmannschaft niederländischer Fußballspieler. Sie untersteht dem KNVB (Koninklijke Nederlandse
Voetbal Bond), dem niederländischen Fußballverband, und repräsentiert ihn auf der U-19-Ebene, in Freundschaftsspielen gegen die Auswahlmannschaften anderer nationaler Verbände aber auch bei der Europameisterschaft des europäischen Kontinentalverbandes UEFA oder der Fußball-Weltmeisterschaft der FIFA. Spielberechtigt sind Spieler, die ihr 19. Lebensjahr noch nicht vollendet haben und die niederländische Staatsangehörigkeit besitzen. Bei Turnieren ist das Alter beim ersten Qualifikationsspiel maßgeblich.
Die niederländische Mannschaft nahm bisher zehnmal an der U-19-Fußball-Europameisterschaft teil. 2025 wurde die Mannschaft Europameister.

## Turnierbilanz Europameisterschaft
| 2002 | Nicht qualifiziert (in der 2. Runde gescheitert)                                           |
| 2003 | Nicht qualifiziert (in der 2. Runde gescheitert)                                           |
| 2004 | Nicht qualifiziert (in der 2. Runde gescheitert)                                           |
| 2005 | Nicht qualifiziert (in der Eliterunde gescheitert)                                         |
| 2006 | Nicht qualifiziert                                                                         |
| 2007 | Nicht qualifiziert (in der Eliterunde gescheitert)                                         |
| 2008 | Nicht qualifiziert (in der Eliterunde gescheitert)                                         |
| 2009 | Nicht qualifiziert (in der Eliterunde gescheitert)                                         |
| 2010 | Vorrunde                                                                                   |
| 2011 | Nicht qualifiziert (in der Eliterunde gescheitert)                                         |
| 2012 | Nicht qualifiziert (in der Eliterunde gescheitert)                                         |
| 2013 | Vorrunde                                                                                   |
| 2014 | Nicht qualifiziert (als sechstschlechtester Gruppendritter die Eliterunde verpasst)        |
| 2015 | Vorrunde                                                                                   |
| 2016 | Vorrunde                                                                                   |
| 2017 | Halbfinale                                                                                 |
| 2018 | Nicht qualifiziert (in der Eliterunde gescheitert)                                         |
| 2019 | Nicht qualifiziert (in der Eliterunde gescheitert)                                         |
| 2020 | Meisterschaft wegen COVID-19-Pandemie abgesagt (für die abgesagte Eliterunde qualifiziert) |
| 2022 | Nicht qualifiziert (in der Eliterunde gescheitert)                                         |
| 2025 | Europameister                                                                              |

| Bilanz      | Bilanz | Bilanz | Bilanz | Bilanz      | Bilanz | Bilanz    | Bilanz       |
| Runde       | Spiele | Siege  | Remis  | Niederlagen | Tore   | Gegentore | Tordifferenz |
| ----------- | ------ | ------ | ------ | ----------- | ------ | --------- | ------------ |
| 1. Runde    | 060    | 45     | 09     | 06          | 173    | 36        | 137          |
| Eliterunde  | 050    | 20     | 15     | 15          | 059    | 49        | 010          |
| Endrunde    | 016    | 05     | 02     | 09          | 020    | 28        | 0-8          |
| WM-Play-Off | 001    | 0      | 01     | 0           | 003    | 003       | 0±0          |
| Gesamt      | 127    | 70     | 27     | 30          | 255    | 116       | 139          |

## Trainerhistorie
(Auswahl)
- 1967–1970: Ron Groenewoud
- 1970–1972: Jan Brouwer
- 1978–1981: Ger Blok
- 2002–2014: Wim van Zwam
- 2014–2016: Aron Winter
- 2016–2019: Maarten Stekelenburg
- 2020: Bert Konterman
- 2020: Peter van der Veen
- 2021–0000: Bert Konterman